# Пашков Василь Олександрович (релігійний діяч)
Василь Олександрович Пашков (1831 квітня 2 (2023 роки) — 17 лютого 1902) — російський релігійний діяч, відставний гвардії полковник, духовний послідовник англійського проповідника лорда Гренвілла Редстока. Після від'їзду Редстока з Росії у 1878 році Пашков очолив рух євангельських християн, яких тоді почали називати «пашковцями».
Василь Пашков був одним з найбагатших людей Росії й вів життя петербурзького аристократа. Однак після релігійного навернення він присвятив себе християнському служінню. Відомий благодійністю, а також фінансуванням організацій та окремих місіонерів євангельського напрямку. Автор одного з перших системних догматичних документів російських євангельських християн — «Сповідання віри Пашкова» («Віровчення Пашкова»). Ініціював створення й очолив Суспільство заохочення духовно-доброзвича́йного читання, що видавало й розповсюджувало християнську (у тому числі православну) літературу. 
Намагався перетворити у відповідності зі своїми переконаннями Російську православну церкву зсередини, потім — об'єднати пашковців й зовнішніх по відношенню до РПЦ баптистів, штундистів, менонітів, молокан та новомолокан. За свою релігійну діяльність Пашков був висланий з Росії й закінчив дні у вигнанні.

## Біографія

### Походження

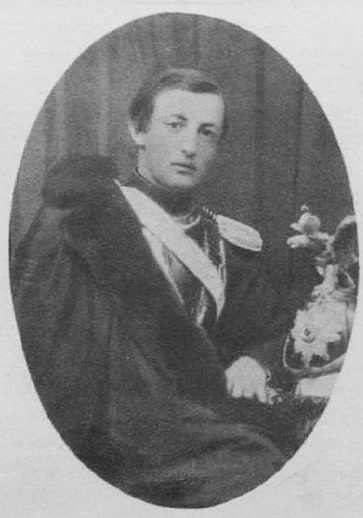
Пашков Василь Олександрович (1831-1902)

Василь Олександрович Пашков належав до багатого аристократичного роду Пашкових, до одинадцятого покоління родоначальника — поляка Григорія Пашкевича, що потрапив у Московське царство за Івана Грозного. Діти Пашкевича взяли прізвище «Пашкови». Вже перший син Пашкевича, Іван Григорович, в 1604 році був відзначений у документах як тульський боярин.
Прадід Василя Пашкова, Олександр Ілліч (1734-1809), нажив статки завдяки одруженню на Дар'ї Іванівні (1743-1808) — дочці багатого фабриканта І. С. М'ясникова. Після смерті купця А. І. і Д. І. Пашкови успадкували 19 тисяч кріпаків й чотири великі фабрики. Їх другий син Василь Олександрович (1764-1838, дідусь і повний тезка героя цієї статті) дослужився до чину обер-егермейстера й посади міністра юстиції. Василь Олександрович володів палацами у Москві та Петербурзі, маєтками в Нижегородській й Тамбовській губерніях та Башкирії, та на Південному Уралі — мідними й залізними копальнями з плавильними заводами при них. Його дружина, уроджена графиня Катерина Олександрівна Толстая, була фрейліною при дворі.
Їхній син Олександр (1792-1868) вдалим шлюбом з Єлизаветою Петрівною (за першим шлюбом — Лобановою-Ростовською, уродженою Кіндяковою) (1805-1854), а також військовою кар'єрою примножив сімейні статки. Олександр Васильович був настільки щедрий й багатий, що, служачи полковником, купував на свої гроші коней для всього полку.

### До навернення
Василь народився 2 квітня 1831 року, коли його батько воював у Польщі. Василь отримав блискучу освіту. В 1849 році він закінчив Пажеський корпус, його ім'я було занесено на мармурову дошку серед кращих випускників. По закінченні в чині корнета був зарахований в кавалергардський полк. Інформація про те, як проходила служба Василя Пашкова і про час його відставки часткова. Впевнено можна сказати, що він був успішний у військовій кар'єрі і звільнився зі служби полковником.
Шлюб Василя Олександровича з Олександрою Іванівною Чернишовою-Кругліковою приніс йому як придане значну частину багатств Чернишових у Московській й Санкт-Петербурзькій губерніях. Пашков був особисто знайомим царю й доводився родичем кільком міністрам й генералам. Серед рідних були музикант, письменниця, декабрист та інші відомі люди. Василь Олександрович володів 13 маєтками у 9 повітах різних губерній, а також 4 мідними копальнями на Уралі. Як власник 450 тисяч десятин землі він був 6-им (за іншими відомостями, 5-им) з найбільших землевласників Російської імперії. З дружиною й дітьми Пашков мешкав у величезному будинку на Французькій набережної у Петербурзі й вів світське життя. Бали в його будинку відвідували навіть члени царської сім'ї.
«Красивий брюнет, вище середнього росту, з манерами і поводженням чистого аристократа; приємний м'який тенор, великі, виразні очі прихиляють на його користь», — описував Василя Пашкова петербурзький журналіст Микола Животов. За словами Животова, до свого навернення в євангельську віру, Пашков був людиною байдужим до релігії: «Про побожність, не кажучи вже про фанатизм, ніколи не зароджувалося  думок в голові В.О., що був пристрасним мисливцем, любителем танців, балів, великим гравцем у карти, лихим наїзником».
|                                                                             |                                                                                               |                                                               |
| Руїни головного будинку садиби Пашкових в Ветошкіно Нижегородської губернії | Тепер у колишньому петербурзькому будинку Пашкових розташовано Інститут прикладної астрономії | Руїни садибного будинку Пашковых у Автомагістраль під Москвою |

### Навернення до Бога

Лорд Редсток. Пашков підтримував спілкування з ним до кінця своїх днів

Наприкінці 1883 або початку 1884 року Петербург відвідав лорд Редсток. Його запросила Єлизавета Чорткова — сестра-близнюк дружини Пашкова. Чорткова у скорботі після смерті двох синів-підлітків пережила глибоке навернення до Бога.
Дружина Пашкова, мабуть, до часу приїзду Редстока вже прийшла до віри, проте сам полковник прагнув ухилитися від спілкування з проповідником. Журналіст Микола Животов стверджував, що після першої зустрічі з Редстоком Пашков недбало сказав: «Яка вульгарність! І охота слухати безглуздого базіку». Щоб не зустрічатися з Редстоком полковник на два місяці поїхав у свій московський маєток, звідки повертався з надією, що вже не застане іноземця у Петербурзі. Однак Редсток не поїхав, більше того, він став частим гостем дружини Пашкова, так що ухилитися від спілкування не вдалося.
Проповідь не справила на Пашкова враження. Після проповіді Редсток запропонував присутнім помолитися. Присутні встали на коліна, Пашков ввічливості приєднався. Під час незвичайної, невивченої молитви Редстока полковник раптом усвідомив, що все почуте їм з Біблії стосувалося його особисто. «Коли я знайшов у Слові Божому, що Господь хоче зі мною укласти новий союз, у якому Він обіцяє не згадувати більше моїх гріхів й злочинів... у мене прокинулося бажання отримати прощення від Святого Бога», — згадував пізніше цей день Пашков в одному з листів. Він пережив потрясіння. «Вставши з колін, він був уже не тим, що раніше, він став новою людиною у Христі Ісусі», — стверджувала Софія Лівен.

### Після навернення до Бога
Протягом декількох років після навернення Василь Пашков очолив рух, розпочате Редстоком. З самим Редстоком він підтримував спілкування до самої своєї смерті.
У 1882 році (за іншими даними, в 1883 році) Пашков був хрещений по вірі Георгом Мюллером з Бристоля.

### Заслання
У червні 1884 року Василь Пашков й граф Модест Корф порізно були викликані до міністра юстиції (за іншими даними, до обер-прокурора Священного Синоду РПЦ Костянтина Победоносцева). Кожному з них запропонували підписати відмову від проповіді, проведення релігійних зборів та листування з віруючими з південних регіонів Російської імперії. Обидва, не змовляючись, відмовилися. У відповідь обом було наказано у два дні покинути Росію.
Пашкову з великим трудом вдалося домогтися двотижневої відстрочки від'їзду, щоб привести в порядок свої справи. Незважаючи на відстрочку, судячи з окремих фрагментів листування, від'їзд Пашкова був спішним й шокував його. Сім'я переїхала до нього не раніше, ніж через два роки.
Принаймні, в перші два роки еміграції Пашков сподівався, що розлука з батьківщиною носить тимчасовий характер й рано чи пізно він повернеться у Росію. Проте лише одного разу, в 1888 році, йому дозволили ненадовго приїхати у Росію у зв'язку з хворобою сина, що заразилася тифом. Перебування на батьківщині тривало шість тижнів.
Василь Пашков помер 30 січня 1902 року у Парижі. Прощання пройшло в паризькій церкві Святого Мартина. Був похований на протестанцькому кладовищі Тестачо у Римі.

## Родина
Дружина — графиня Олександра Іванівна Чернишова-Круглікова (12.09.1832—01.11.1926), фрейліна двору, старша дочка героя війни 1812 року полковника Івана Гавриловича Круглікова (1787-1847) від шлюбу з графинею Софією Григорівною Чернишової (1799-1847); приєднав у 1832 році прізвище дружини й отримав графський титул.

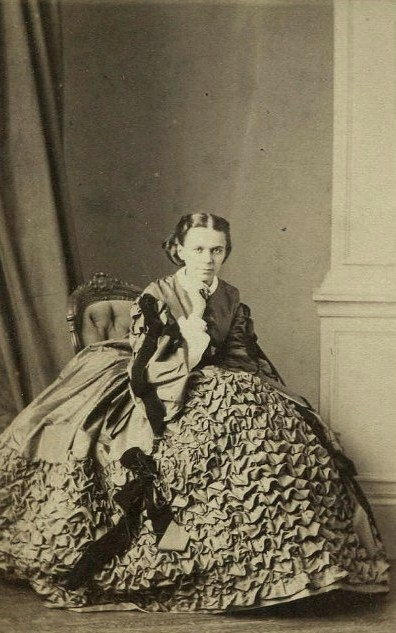
Олександра Іванівна

Олександра приданим, крім майорату, принесла чоловікові значну частину багатств Чернишових. Разом з сестрою-близняшкой, Єлизаветою Чертковою вона стала послідовницею англійського проповідника лорда Редстока. Саме вона ініціювала знайомство свого чоловіка з Редстоком, що потім стало доленосним.
В шлюбі Пашкови мали сина Олександра (1863-1903; генерал-майор, помер від апоплексичного удару) й трьох дочок – Софію (20.03.1865, Париж— ?), Ольгу (1867-1949; художниця) та Марію (1870-1917).
У 1886 році Олександра Іванівна слідом за чоловіком поїхала з дітьми за кордон. Коли вона завдовіла то повернулася з неодруженими дочками Ольгою й Марією у Росію. Жили в родовій садибі Пашкових в Вєтошкіно Нижегородської губернії. Померла в еміграції у Франції, похована у Версалі на кладовище Нотр-Дам.

## Погляди й богослів'я Пашкова

### Розкол або оновлення РПЦ?
Представники консервативного православ'я звинувачували Редстока й Пашкова в тому, що вони намагаються навернути у свою віру все населення імперії на чолі з імператором. Однак ні Редсток, ні Пашков не намагалися створити якусь секту поза Російської православної церквою. Їх метою було духовне перетворення Росії, не пов'язане з якоюсь однією конфесією, й яке мало починатися з РПЦ. Письменник Микола Лєсков, тісно спілкувався з представниками руху, зазначав: «Редсток й сам не засновує ніякого окремого спрямування, ійне вимагав нічого подібного від своїх послідовників. ...Якщо і є, може бути, один який-небудь одноосібний виняток, то про нього не варто й говорити». Родич Пашкова Володимир Чертков писав у некролозі: «насправді він ніякої секти не засновував, а просто, прийнявши, так зване „євангельське“ розуміння християнського вчення, намагався поширювати його проповіддю, літературою, особистими стосунками, взагалі всією своєю діяльністю».
Однак представники православ'я оголосили пашковців «сектантами» й «єретиками», а потім почали їх переслідувати. Відбулося поступове віддалення пашковців від РПЦ, що закінчилося повним розривом з нею.
Журнал «Страннік» у 1883 році повідомляв: «Основа навчання у пана Пашкова протестантська, але це справедливо тільки наполовину: протестантизм є доктриною й доктриною, стосунково кажучи, розумна й поважна; у протестантизму є історична основа й до певної міри основа церковна. У пана Пашкова нічого подібного немає й він є сам по собі. Ми вважаємо, що пан Пашков сектант на суто місцевої підкладці, та йому страшенно далеко до справжнього протестантства. Це сектант — безсумнівно російський».
На думку історика-богослова Костянтина Прохорова, основою для редстоцько-пашковського руху стала незадоволеність представників аристократії пануючою тоді «обрядовою» формою російського православ'я. За Прохоровим, той факт, що Редсток приїхав до Росії не сам по собі, а за запрошенням Єлизавети Черткової, свідчить про свідомість вибору тієї форми християнства, яку сповідував англійський проповідник.

### Віровчення Василя Пашкова
Системні богословські погляди Василя Пашкова викладені у творі, що дослідники називають «Сповіданням віри Пашкова» або «Віровченням Пашкова». Документ являє собою фрагменти листів Василя Пашкова редактору журналу «Церковний вісник» протоієрею Іоанну Янишеву. Після того, як студент-семінарист Володимир Попов звинуватив Пашкова у єресі, Янишев попрохав Василя Пашкова викласти свої богословські погляди у листуванні, а потім опублікував його у своєму журналі (в номері від 10 травня 1880 року).

##### Виправдання вірою
Ключовою у сповіданні Пашкова стала доктрина про спасіння виключно за особистою вірою в Ісуса Христа, а не за справами, обрядами, молитвами або церковністю. Ця доктрина піддавалася нападкам, в тому числі й по питанню про роль «справ»: бо, правильного сповідання недостатньо для порятунку, потрібні ще добрі справи. Василь Пашков відразу ж уточнював роль «справ»: добрі справи є результатом порятунку, а не причиною. «Зрозуміло, що істинна віра не може не проявлятися у справах», — писав Пашков. Він вказував, що всі християнські чесноти є «плодом Духа Святого» (Гал. 5:22), Який дарується Богом віруючому (Еф 1:13). «Тому ніяка плоть „не може хвалитися перед Богом, отримуючи виправдання даром, по благодаті Його“ (Рим. 3:24, Еф 2:9)», — писав він. Як зазначила дослідник Шеріл Коррадо, судячи з діяльності пашковців, побоювання їх опонентів про брак добрих справ внаслідок такого навчання були марні.

##### Впевненість у спасінні
Істотним розходженням з православним богословським мейнстрімом була сповідувана пашковцями впевненість у власному спасінні. «Я довірився Спасителю моєму, у Якому й маю тепер життя вічне (1 Ів. 5:10-13), Який не дасть мені загинути повіки й не дасть мене „викрасти з руки Своєї“ (Ів. 10:28)», — писав Пашков в своєму «сповіданні». Деякі опоненти приписували полковнику твердження, ніби віруючі не грішать. Сам Пашков це заперечував: «Тепер я ненавиджу гріх, хоча й зараз грішу». Однак окремі послідовники могли допускати подібні спотворення його вчення.

#### Ставлення до таїнств та Церкви
Студент-семінарист Попов звинуватив Василя Пашкова у тому, що він «називав помислами диявола Церква й таїнства». Пашков це заперечував. Він визнавав цінність хрещення й хліболамання (Господньої вечері), проте не відносив їх до засобів порятунку. У 1882 або 1883 році Василь Пашков сам прийняв хрещення по вірі, а хліболамання відбувалися у зборах пашковців регулярно. «Я не можу не визнавати встановлених Господом й Його апостолами таїнств», — писав проповідник. При цьому він підкреслив, що «всі таїнства встановлені виключно тільки для віруючих, для котрих єдиних вони мають благодатну дію, звертаючись для будь-кого, хто приступає до них негідно, тобто без віри, на засудження (1Кор 11:29)».
Пашков міг ставити під сумнів деякі постанови Церкви, хоча зазвичай він уникав обговорення цієї теми. У той же час він не заперечував цінності самої Церкви й не відділяв себе від неї. Якщо деякі послідовники Пашкова ставилися негативно до культу Богородиці, іконам, мощам, поділу християн на клір та світ», то це відбувалося не за призовом Пашкова, а тому що він мовчав на ці теми. «Авторитет її [церкви] я не можу не визнавати: дякую мого Господа й Спасителя, що можу себе почитати приналежним до Його церкви, у якій Він поставив одних апостолами, інших пророками, інших євангелістами, інших пастирями та вчителями... для збудування тіла Христового», — писав проповідник Янишеву. Пашков ніколи не закликав своїх послідовників вийти з РПЦ, й сам до кінця життя формально не поривав з нею.

## Релігійна діяльність

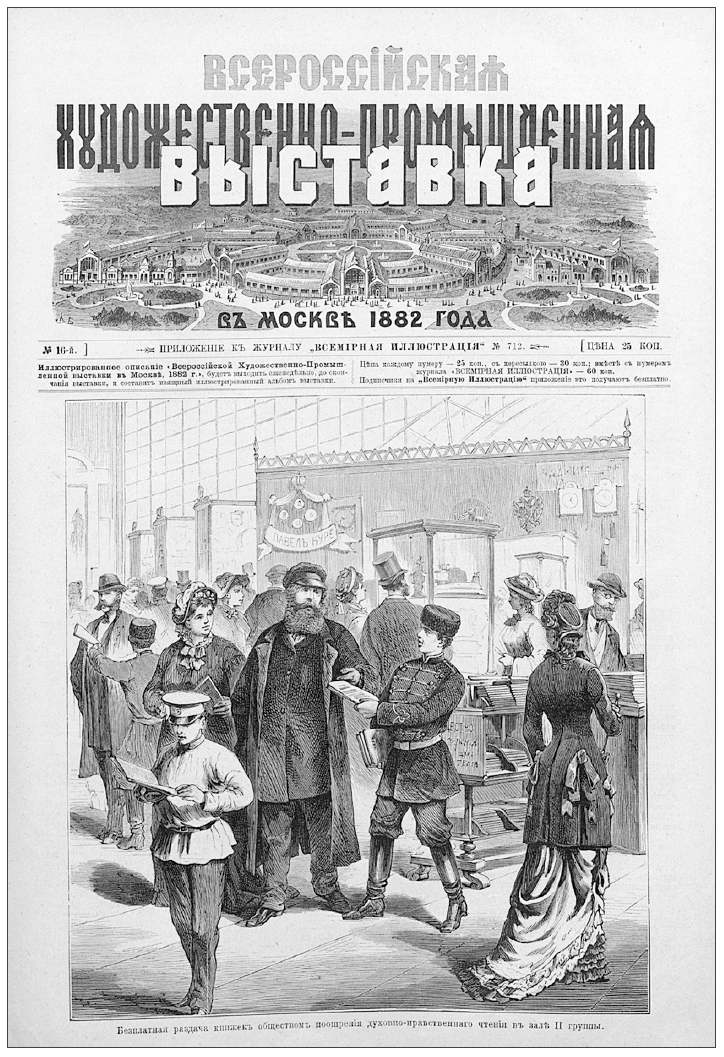
Безкоштовна роздача книжок Товариством заохочення духовно-доброзвича́йного читання

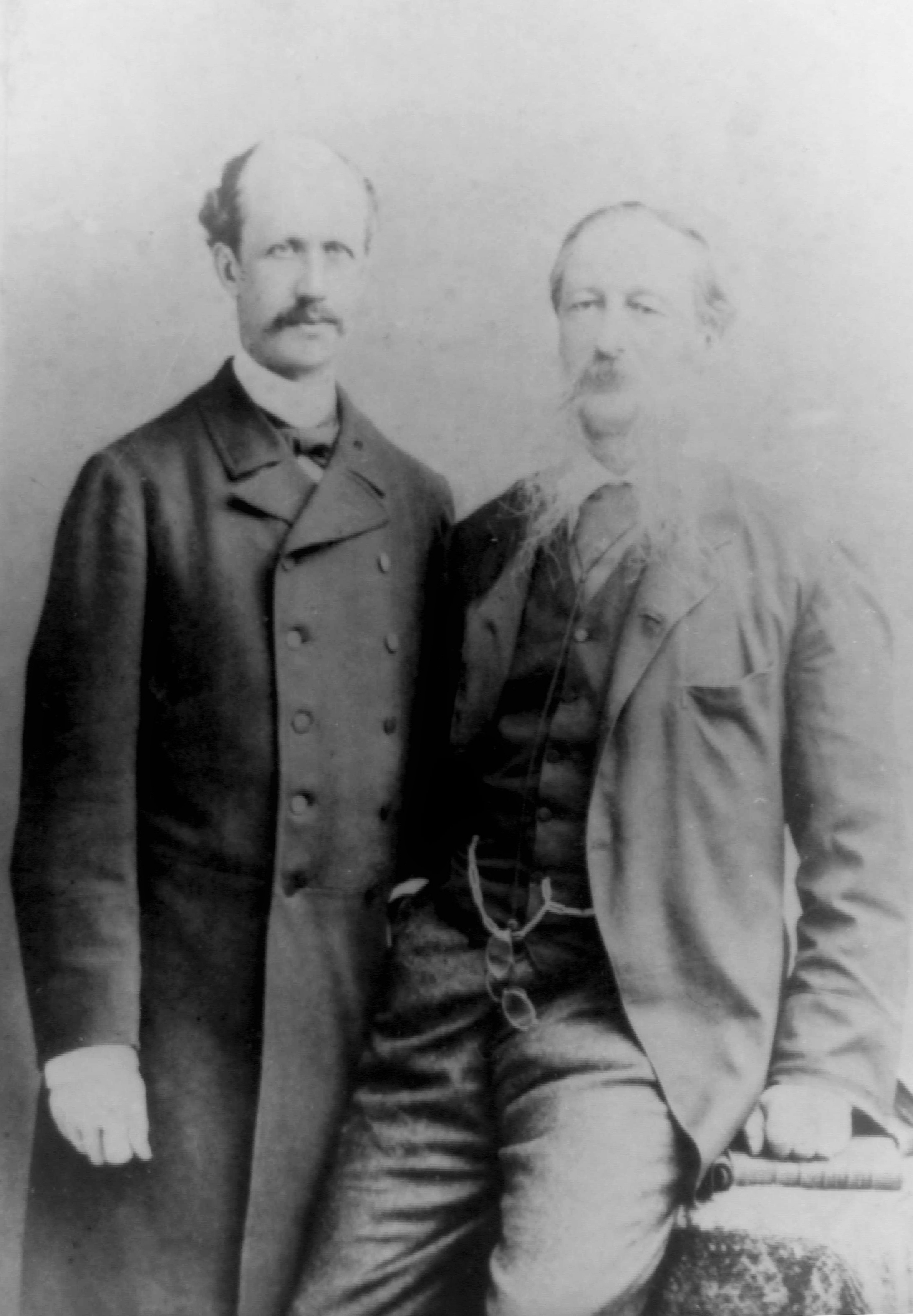
Модест Корф й Василь Пашков

Пережив навернення, Пашков присвятив своє життя християнському служінню, що поширилося на різні верстви суспільства, від бідних й пригноблених до цвіту аристократії. Воно прийняло різноманітні форми — це й велелюдні зібрання у будинку Пашкова, й збори чисельністю не більше двадцяти осіб, й індивідуальна робота з людьми як у в'язницях, так й у палацах. Крім проповіді християнства у різних формах, Пашков й пашковці відкривали дешеві їдальні для студентів, чайні для робітників, нічліжки для бездомних, майстерні для потребуючих заробіток жінок, школи для дітей з бідних родин. Вони налагодили видання християнських брошур та іншої релігійної літератури, поширили тисячі книг Нового Завіту.

### Суспільство заохочення духовно-доброзвичайного читання
Спостерігаючи зростаючу грамотність населення імперії і усвідомлюючи брак духовної літератури, Василь Пашков ініціював створення у 1876 році й став керівником Суспільство заохочення духовно-доброзвичайного читання. Воно займалося виданням й поширенням християнської літератури (у тому числі Біблії), а також випускав журнал «Російський робітник». Дозвіл на створення Суспільства дав Священний синод РПЦ, й учасники Суспільства намагалися не публікувати що-небудь, що суперечить православному вченню. У число видаваних входили й православні автори, наприклад, Тихон Задонський.
До суспільства входили не тільки пашківці, але й іноземці — представники інших протестантських віросповідань, а також Микола Астаф'єв від Російського біблійного товариства та інші. За 8 років існування, крім книг Священного Писання, Суспільство випустило понад 200 брошур (загальний тираж понад 1 мільйон примірників), що продавалися за ціною від півкопійки до шести копійок. Фінансувалося видання за рахунок пожертвувань. Початковий рясний внесок Лондонського суспільства релігійних брошур на діяльність Суспільства був незабаром перебільшено пожертвами російської шляхти.
Суспільство було закрито 24 травня 1884 року.

### Благодійність
Навіть марксистські дослідники у СРСР характеризували Василя Пашкова як філантропа, — це говорить про збережені спогади про його доброчинність. У своєму будинку на Виборзькій стороні у Санкт-Петербурзі Василь Пашков відкрив дешеву їдальню для бідних, яку щодня відвідували до тисячі осіб. Крім низьких цін відвідувачі могли оцінити високу якість продуктів й дружелюбність пашковців, які служили там офіціантами.
Благодійна діяльність Пашкова викликала пересуди у суспільстві. Ходили чутки, що Василя Пашкова нібито навмисне привели до шляху милосердя, щоб «роздовбити» його капітали і що щедрістю Пашкова користувалися не ті, хто дійсно потребував шматку хліба, а корисливі недобросовісні люди. Недоброзичливці Василя Пашкова стверджували, ніби він «купує» тих, хто слухає його. Нібито Пашков платив «за вислуховування» візникам по 3 рублі, а селянам — розмір денного заробітку у полі. Православні джерела стверджували, що милосердя Василя Пашкова виникає не з любові й являє собою покупку за зраду православ'ю», що пашковські зібрання відвідують два види людей - ті, що шукають світських зв'язків й ті, що шукають подачок.

### З'їзд 1884 року
Василь Пашков й Модест Корф прагнули об'єднати християн, близьких за поглядами, з різних регіонів Російської імперії. Спочатку передбачалося провести з'їзд у 1882 році, проте потім він був перенесений на 1884 рік. Вони розіслали баптистам, штундистам, меннонитам, молоканам й новомолоканам листи з пропозиціями надіслати на з'їзд делегатів від церков.
З'їзд готувався на тлі переслідування російських протестантів у Російській імперії. За два тижні до події Василя Пашкова й Модеста Корфа викликав до себе жандармський генерал Петро Оржевський. Під загрозою позбавлення права керувати своїми маєтками він зажадав від них не проповідувати й не поширювати літературу, не приймати делегатів й у двотижневий термін полишити Росію. Заборона приймати делегатів була висловлена також княгині Наталії Лівен. Всі троє проігнорували ці вказівки.
На з'їзд з'їхалося близько 100 делегатів. З'їзд розпочався 1 квітня 1884 року. Організатори сподівалися, що для об'єднання їм вдасться розробити загальні віронавчальні принципи, сформульовані у прийнятній для всіх формі. Проте з'їзд не зміг закінчити свою роботу через арешт всіх делегатів поліцією. Делегати, крім іноземців та російських німців, провели ніч у Петропавлівській фортеці, після чого їх вислали з Петербурга.

### В еміграції
Пашкова разом з групою своїх прихильників — євангельських християн — вислали зі столиці. Разом з графом Модестом Корфом він поїхав у Лондон. Глибоко переживаючи через вимушену еміграцію, проповідник не залишив християнського служіння, але знайшов для нього нові форми - листування й фінансову допомогу однодумцям, що залишилися на Батьківщині, й заступництво переслідуваних за віру. До самої смерті він підтримував своїх послідовників у Росії.
В його архіві збереглося його листування зі своїми побратимами: Василем Кірпічниковим, княгинями Наталією Лівен й Вірою Гагаріною; майбутніми лідерами руху євангельських християн Іваном Каргелем та Іваном Прохановим; лідерами баптистів Йоганном Вілером, Василем Павловим, Микитою Вороніним; керівниками штундистів Іваном Рябошапкою й Михайлом Ратушним; перським місіонером Яковом Деляковим, що працював в Україні й Росії.
Пашков звернувся в листі до обер-прокурора Святійшого синоду РПЦ Костянтину Победоносцеву з проханням дозволити емігрувати до Румунії віруючим, засланим на Кавказ через релігійні переконання, проте отримав відмову.
В еміграції Василь Пашков багато часу служив як мандрівний проповідник у Англії, Франції, Австрії, Італії та Німеччині. Деякий час він мандрував разом з англійцем на возі, роздаючи Біблії селянам. У його архіві збереглися листи з вдячністю за фінансову підтримку від лідера Армії Спасіння Вільяма Бута, проповідників Хадсона Тейлора й Сайленса.

## Відносини з літераторами
Інтерес Лєскова до редстокистів-пашковців спонукав його написати такі твори як «Великий розкол. Лорд Редсток» (1876), «Два слова про редстокистів» (1876), «Релігійні новатори Редсток й Вальденштрем» (1879).

## Пашковці після смерті Василя Пашкова
Після висилки й смерті Василя Пашкова пашковський рух не зійшов нанівець. Спочатку у лідери висунулися жінки — Лівен, Чорткова, Гагаріна. Пізніше його очолили Іван Каргель й Іван Проханов. До 1910 року Проханов трансформував рух у самостійну конфесію євангельських християн (прохановців), що остаточно розірвало з православ'ям. У 1944 році євангельських християн було об'єднано з баптистами у єдину конфесію — євангельських християн-баптистів (ВРЄХБ).

## Архів Пашкова
Після смерті Пашкова зберігся його особистий архів, у якому зберігається 7-10 тисяч документів. Проте він важкодоступний для російських дослідників, оскільки зберігається в університеті Бірмінгема (Англія). У вигляді мікрофільмів архів зберігається у Південно-баптистській історичній бібліотеці та архівах Нашвілла (штат Теннесі, США), у центрі менонітської спадщини у Вінніпезі (Канада), в Ітонському коледжі (штат Іллінойс, США), у бібліотеці богословського союзу (Берклі, штат Каліфорнія, США).